# 林源镇
林源镇，是中华人民共和国黑龙江省大庆市大同区下辖的一个乡镇级行政单位。

## 行政区划
林源镇下辖以下地区：
常家围子村、长林村、长发村、对喜村、新村、隆泉村和六井子村。